# Crack a Bottle
«Crack a bottle» —en español: "Destrozar una botella"— es una canción de hip-hop interpretada por los cantantes estadounidenses Eminem, Dr. Dre y 50 Cent. "Crack a bottle" fue producida por Dr. Dre, y fue lanzada durante los tres primeros meses de 2009 por Interscope Records, como el primer sencillo de Relapse, el sexto álbum de estudio de Eminem.
La canción fue filtrada incompleta a fines del año 2008, mas ello no impidió su posterior gran éxito comercial en América Anglosajona. "Crack a bottle" se posicionó instantáneamente número uno en las listas musicales de sencillos de Canadá y los Estados Unidos, en este último, tras registrar ventas récords en su primera semana oficial en el país.
Por su parte, los críticos le dieron una buena recepción. Shad Reed de Billboard, escribió que "Crack a bottle" de seguro volverá a traer el éxito a Eminem, pues —a su juicio— sus habilidades siguen siendo «unas de las mejores en el hip-hop».

## Lista de canciones
Sencillo digital
| N.º | Título                                   | Escritor(es)                                                                   | Sample(s)                                                     | Duración |  |
| 1.  | «Crack a Bottle» (con Dr. Dre y 50 Cent) | M. Mathers, C. Jackson, A. Young, M. Batson, D. Parker, T. Lawrence, J. Renard | * Contiene un sample de "Mais dans ma lumière" de Jean Renard | 5:14     |  |

## Video
Durante una entrevista con MTV, 50 Cent citó inicialmente había planes para hacer un video musical animado para "Crack a Bottle", que iba a ser disparado al mismo tiempo el video musical de la canción "I Get It In". El 25 de febrero, gerente de Paul Rosenberg lugar de Eminem en su blog una imagen fija del video representa a una mujer sin hogar que sostiene una botella envuelta en una bolsa marrón. A través de un acuerdo con Rosenberg, el video fue dirigido por el síndrome y fue programado para ser lanzado en un par de semanas. El video musical aparece en un video musical para la televisión "3 de la mañana," también dirigida por el síndrome. El 7 de mayo de 2009, una versión incompleta del video fue publicado por TheRelapse.com, con solo los versos de Eminem y el coro. Más tarde en el mismo día, el verso golpeó por 50 Cent en el video fue lanzado a través de ThisIs50.com. Un mes más tarde, el 7 de junio de 2009, Cashis colocar un enlace en Twitter para el video completo en el que aparece en un cameo. El video muestra el comienzo de una mujer vieja tacaña que no gasta dinero para vivir sin hogar y que, después de haber estallado en una enorme carcajada estridente, saca una botella vacía, que por arte de magia se abre y muestra contienen varios "mini-planes" palacio mo ', ritrarrano siguiendo el estilo de cada rapero: durante parte de Eminem, aparece un hombre psicópata, que parece estar significando Slim Shady, de Eminem la parte mala, encerrado en una habitación de la escritura en las paredes con un negro tiza las palabras de la canción; Esto mantiene como prisionero a un hombre que parece simbolizar Marshall Mathers, el verdadero nombre del rapero. Hacia la mitad del verso, Slim Shady divide y deja a un hombre, que es Ken Kaniff, el aler-ego homosexual Eminem, que le gustaría para liberar al rehén, quien finalmente se las arregla para valerse por sí mismo. Para la dirección del Dr. Dre, la siguiente escena se rodó tres guardias que protegen a una habitación donde una mujer, un hombre y, precisamente Cashis se tatuaban un par de frases acerca de la canción en la piel. En la escena preparada para 50 Cent, por otro lado, una chica con una botella de licor entra en una especie de club privado, que despilfarra el dinero, bailan románticamente e informes sáfica de permuta, escrito en grandes letras rojas, también en representación de algunos palabras de la letra. Al final del clip, la botella está cerrada y las personas sin hogar, infuriatasi, el objeto se estrelló contra el suelo, rompiéndose en pedazos. Ninguno de los artistas de "Crack a Bottle" aparece en el video animado.

## Rendimiento en las listas musicales de sencillos

### América
"Crack a bottle" tuvo un éxito comercial enorme tras su lanzamiento digital oficial en América Anglosajona. Gracias a ello, debutó directamente en la posición número 1 de la lista musical de sencillos de Canadá y se posicionó número 1 en la de los Estados Unidos, tras registrar ventas digitales récords en este último.
Estados Unidos
En los Estados Unidos, "Crack a bottle" debutó la semana del 31 de enero de 2009 en la posición número 78 del Billboard Hot 100. Posteriormente, la semana del 21 de febrero de 2009, el sencillo se posicionó número 1 en la lista musical, tras debutar en la posición número 1 del Hot Digital Songs, con ventas récords de 418.000 descargas digitales, de acuerdo a Nielsen SoundScan.
Con sus ventas récords, "Crack a bottle" sobrepasó a las 335.000 descargas vendidas por "Live your life" de T.I. con Rihanna y se convirtió en la cuarta canción más descargada en una semana en el país, después de "Right round" y "Low" de Flo Rida —con Kesha y T-Pain, respectivamente— y "Just Dance" de Lady Gaga con Colby O'Donis, las cuales registraron ventas de 636.000, 467 000 y 419.000 descargas digitales, respectivamente.
Con ello, "Crack a bottle" se convirtió en el segundo sencillo número 1 de Eminem en el Billboard Hot 100, después de siete años desde que "Lose yourself" alcanzó dicha posición. De manera homóloga, éste también se convirtió en el segundo sencillo número 1 de Dr. Dre en la lista musical, mas después de trece años desde que alcanzó dicha posición como artista invitado de "No diggity" de los Backstreet. Paralelamente, "Crack a bottle" se convirtió en el cuarto sencillo número 1 de 50 Cent en el Billboard Hot 100 y en el primero de ellos después de "Candy shop", el cual alcanzó dicha posición durante un período de nueve semanas del año 2005.
A la fecha, "Crack a bottle" ha vendido alrededor de 854.000 descargas digitales en los Estados Unidos, las que presentan un déficit de un 14,6% para ser certificadas de Platino por la RIAA.

## Listas musicales de canciones
| América        |                   |    |
| Canadá         | Canadian Hot 100  | 1  |
| Estados Unidos | Billboard Hot 100 | 1  |
| Europa         |                   |    |
| Austria        | Top 75 Singles    | 41 |
| Bélgica        | Top 50 Singles    | 39 |
| Dinamarca      | Top 40 Singles    | 28 |
| Irlanda        | Top 50 Singles    | 6  |
| Noruega        | Top 20 Singles    | 5  |
| Países Bajos   | Top 100 Singles   | 56 |
| Reino Unido    | Top 75 Singles    | 4  |
| Reino Unido    | UK R&B Chart      | 1  |
| Suecia         | Top 60 Singles    | 9  |
| Suiza          | Top 100 Singles   | 4  |
| Oceanía        |                   |    |
| Australia      | Top 50 Singles    | 18 |
| Nueva Zelanda  | Top 40 Singles    | 6  |

| Europa                   |    |
| European Hot 100 Singles | 45 |

## Músicos
- Eric "Jesus" Coomes – guitarra, bajo
- Mark Batson – teclados
- Dawaun Parker – teclados